# فولاد آلومینیومی
فولاد آلومینیومی فولادی است که در فرآیندی مشابه با گالوانیزه گرم ، با آلومینیوم یا آلیاژ آلومینیوم-سیلیکون روکش شده است. قطعه کار فولاد در آلومینیوم مذاب غوطه ور می شود تا یک پیوند فلزی محکم بین فولاد و یک پوششی بر روی فولاد ایجاد کند. این محصول دارای ترکیبی منحصر به فرد از خواص است که نه فولاد به تنهایی و نه آلومینیوم به تنهایی دارد. فولاد آلومینیومی نسبت به فولاد خالص  در برابر خوردگی مقاوم‌تر است، در حالی که خواص فولاد را در دمای پایین‌تر از نقطه ذوب آلومینیوم، 800 درجه سانتی‌گراد (1470 درجه فارنهایت) حفظ می‌کند. کاربردهای متداول شامل مبدل های حرارتی در کوره های مسکونی، واحدهای HVAC تجاری روی پشت بام، صدا خفه کن خودرو، اجاق گاز، آشپزخانه، آبگرمکن، شومینه، مشعل کباب پز، و تابه پخت است. فولاد آلومینیومی گرما را موثرتر از فولاد خالص انتقال می دهد. فولاد آلومینیومی اغلب در جاهایی استفاده می شود که فولاد گالوانیزه ممکن است در طول تاریخ مورد استفاده قرار گرفته باشد، با این تفاوت که اشکالات فولاد گالوانیزه را ندارد.
بسته به آلیاژ آلومینیوم مورد استفاده، ویژگی های این ماده متفاوت است.

## ویژگی های فولاد و آلومینیوم
در این قسمت به بررسی ویژگی ها به صورت جداگانه برای هر کدام از ماده های فولاد و آلومینیوم میپردازیم و در ادامه فولاد آلومینیومی را بیشتر معرفی خواهیم کرد.

### وزن
اگر از کسی بپرسید که کدام فلز سبک تر است، اکثر مردم به درستی می گویند آلومینیوم. استحکام بالای فولاد به قیمت چگالی بسیار بالاتر است. در واقع، برای دو قطعه با حجم مساوی، فولاد می تواند سه برابر وزن آلومینیوم باشد.

### استحکام و قدرت
استحکام اغلب یکی از اولین ویژگی هایی است که در هنگام انتخاب یک ماده مورد توجه قرار می گیرد، به ویژه در کاربردهای با تنش بالا. به طور کلی، فولاد قوی تر از آلومینیوم است. گفته می شود، هنگامی که وزن سبک تر آلومینیوم در معادله لحاظ شود، آلومینیوم با نسبت استحکام به وزن برتر در صدر قرار می گیرد.
تشخیص اینکه کدام فلز استحکام بهتری برای کاربرد شما دارد به انعطاف پذیری طراحی شما بستگی دارد. به عنوان مثال، یک قطعه آلومینیومی بزرگتر ممکن است استحکام بیشتری را در وزن کمتر نسبت به جایگزین فولادی ارائه دهد.

### چکش خواری
یکی دیگر از نقاط ضعف استحکام بالای فولاد این است که کار کردن آن به اشکال مختلف نسبت به آلومینیوم سخت تر است، به خصوص اگر شکل پیچیده باشد. می توان با گرم کردن فولاد تا دمای بسیار بالا تا حدودی بر این امر غلبه کرد، اما این امر باعث افزایش هزینه می شود و می تواند خواص دیگر را به خطر بیندازد. از سوی دیگر، آلومینیوم در حالی که سرد یا گرم است نسبتا آسان است و برای فرآیندهای تولید مانند اکستروژن و نورد بسیار مناسب است.

### هدایت حرارتی
آلومینیوم عموماً رسانای حرارتی بسیار بهتری نسبت به فولاد است و اغلب در کاربردهایی که اتلاف یا توزیع گرما مورد نیاز است، مانند سینک های حرارتی استفاده می شود.

### مقاومت در برابر خوردگی
فولاد کربنی ساده مقاومت در برابر خوردگی ضعیفی دارد. به راحتی زنگ می زند و در صورت قرار گرفتن در معرض عناصر به خوردگی ادامه می دهد. از سوی دیگر، آلومینیوم یک لایه اکسید محافظ بر روی سطح خود تشکیل می دهد که به عنوان یک مانع بی اثر در برابر اکسیداسیون بیشتر عمل می کند. تا زمانی که آلومینیوم در معرض محیطی قرار نگیرد که باعث شکسته شدن آن می شود، مقاومت در برابر خوردگی عالی را ادامه خواهد داد.
شایان ذکر است که اگر حداقل یازده درصد کروم در عناصر آلیاژی آن وجود داشته باشد، می توان فولاد را در برابر خوردگی بسیار مقاوم کرد و آن را «فولاد ضد زنگ» ساخت. با این حال، فولاد ضد زنگ، گران‌تر از فولاد کربنی ساده است و سایر خصوصیات فیزیکی فولاد ممکن است تحت تأثیر قرار گیرند.
با توجه به این ویژگی ها با ماده ای به نام فولاد آۀومینیومی میتوان ترکیبی از این ویژگی ها را در بر داشت.

## انواع فولاد آلومینیومی

### نوع اول
نوع اول این ماده پوشش گرم با لایه نازکی از آلیاژ آلومینیوم-سیلیکون دارد. در این مورد  تا 11 درصد سیلیکون اضافه شده باعث چسبندگی بهتر می شود. اساساً برای کاربردهای مقاوم در برابر حرارت و همچنین برای استفاده هایی که مقاومت در برابر خوردگی و گرما مورد نیاز است در نظر گرفته شده است. از مصارف نهایی میتوان به صدا خفه کن، کوره، اجاق گاز، محدوده، بخاری، آبگرمکن، شومینه، و تابه پخت اشاره کرد. فولاد آلومینیومی می تواند 550 درجه سانتیگراد (1022 درجه فارنهایت) را بدون هیچ تغییری در مواد پایه تحمل کند. اما به دلیل محتوای سیلیکون باعث ایجاد لکه سیاه می شود. فولاد آلومینیومی به آهستگی شروع به تبدیل به سینی های نانوایی که قبلاً توسط فولاد گالوانیزه یا گالوالیزه ساخته شده بودند، کرده است زیرا حاوی سرب سمی نیست و میتواند در این کاربرد استفاده شود. نوع اول معمولا در محصولات صنعتی نیز یافت می شود.

### نوع دوم
نوع دوم این ماده دارای پوشش گرم با آلومینیوم خالص تجاری است. اساساً برای کاربردهایی که نیاز به مقاومت در برابر خوردگی جوی دارند در نظر گرفته شده است. نوع دوم ممکن است همچنین در سقف های راه راه ، سطل های غلات، اجاق های خشک کن، و محفظه های کندانسور تهویه مطبوع استفاده شود.

## خواص

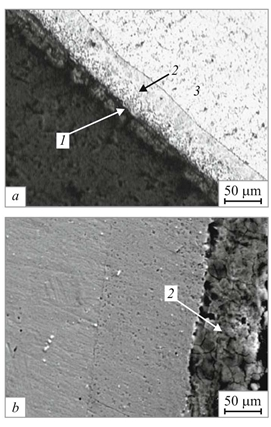
ساختار فولاد آلومینیومی تحت الف) میکروسکوپ نوری و ب) میکروسکوپ الکترونی روبشی 1) لایه اکسیداتیو 2) لایه آلومینیومی 3) بستر

ساختار اصلی فولاد آلومینیومی یک لایه نازک اکسید آلومینیوم در خارج، سپس یک لایه بین فلزی که ترکیبی از آلومینیوم، سیلیکون و فولاد است و در نهایت یک هسته فولادی است.
هر دو نوع اول و نوع دوم دارای ویژگی های بازتابی بسیار عالی هستند. در دماهایی تا 842 درجه سانتیگراد (1548 درجه فارنهایت)، فولاد آلومینیومی تا 80 درصد از گرمای ارسال شده به آن را منعکس می کند.
فولاد آلومینیومی توانایی حفظ استحکام خود را در دمای 677 درجه سانتیگراد (1251 درجه فارنهایت) دارد. اگرچه فولاد ضد زنگ قوی‌تر از این دو است، فولاد آلومینیومی دارای سطح الکترواستاتیک بیشتری است و بنابراین می‌تواند گرما را بهتر منعکس کند.فولاد آلومینیومی به دلیل لایه های نازک آلومینیوم و سیلیکون که از اکسید شدن فولاد زیرین جلوگیری می کند، در برابر خوردگی بسیار مقاوم است. این لایه‌های نازک همچنین از وقوع خوردگی حفره‌ای، به‌ویژه در هنگام قرار گرفتن در معرض نمک‌هایی که بر اکثر فلزات دیگر تأثیر می‌گذارند، جلوگیری می‌کنند.
با این حال، با وجود مقاومت خوب در برابر خوردگی فولاد آلومینیومی، اگر لایه آلومینیومی مختل شود و فولاد در معرض دید قرار گیرد، ممکن است فولاد اکسید شود و ممکن است خوردگی رخ دهد.

## مصرف
در آمریکای شمالی سالانه نزدیک به 700000 تن فولاد آلومینیومی مصرف می شود. برخی از محصولات متداول ساخته شده از فولاد آلومینیومی شامل آبگرمکن، محدوده، کوره، بخاری فضایی و کوره می باشد.

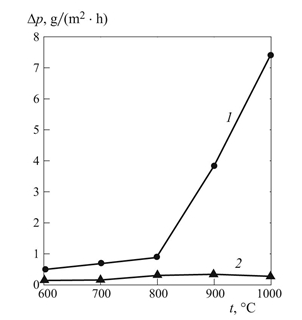
افزایش وزن نمونه های فلزی، زمان اکسیداسیون: 1) بدون لایه آلومینیومی 2) لایه آلومینیومی

## پردازش
فولاد آلومینیومی را می‌توان با استفاده از فرآیندهای مختلف مانند روکش‌کاری، غوطه‌وری گرم، پوشش گالوانیکی، متالیز کردن و کالری‌سازی ساخت، اما مؤثرترین فرآیند غوطه‌وری گرم است. فرآیند غوطه وری گرم با تمیز کردن فولاد شروع می شود، سپس فولاد را در حمام Al-11% Si در دمای 988 کلوین قرار می دهیم و تکان می دهیم، سپس بیرون می کشیم و در هوا خشک می کنیم. آلومینیوم در فولاد پخش می شود و یک لایه بین فلزی در بالای لایه پایه فولادی، اما در زیر پوشش آلومینیومی بیرونی ایجاد می کند.
پوشش آلومینیوم برای کمک به محافظت از فولاد داخلی در برابر خوردگی و انتشار بیشتر آلومینیوم اکسید می شود.
سیلیکون به حمام آلومینیومی اضافه می شود تا لایه نازک تری از آلومینیوم روی فولاد ایجاد شود. فرآیند غوطه وری داغ برای تولید فولاد آلومینیومی ارزان تر و موثرتر از هر فرآیند دیگری است.

## کاربرد
فولاد آلومینیومی برای ایجاد دوام بیشتر ساختاری و استحکام تسلیم بالا در محیط های بسیار خورنده استفاده میشود. استحکام فولاد آلومینیومی همانند فولاد پر آلیاژ است، اما تولید آن ارزان‌تر از فولادهای پرآلیاژ است و بنابراین یک ماده ترجیحی برای تولید سیستم‌های گاز خروجی خودرو و موتور سیکلت است . پوشش های Al-Si برای محافظت از فولاد بور هنگام پرس گرم استفاده می شود.

## جستار های وابسته
- آلومینیوم
- فولاد
- شومینه
- سیلیکون
- کندانسور